# Asiago Hockey 2018-2019
Questa pagina contiene i dati relativi alla stagione hockeystica 2018-2019 della società di hockey su ghiaccio Asiago Hockey 1935.

## Piazzamenti
- Serie A: 2º posto
- Alps Hockey League: 6º posto

## Roster
| #  | Naz.                                       | Giocatore              | Data di Nascita | Luogo di Nascita | Altezza (cm) | Peso (kg) | Ruolo                | Stecca (Presa) |
| -- | ------------------------------------------ | ---------------------- | --------------- | ---------------- | ------------ | --------- | -------------------- | -------------- |
| 29 | Canada (bandiera) · Italia (bandiera)      | Frédéric Cloutier      | 14/05/1981      | St-Honoré        | 183          | 82        | Portiere             | Destra         |
| 30 | Italia (bandiera)                          | Andrea Longhini        | 08/09/2000      | Asiago           | 184          | 80        | Portiere             | Sinistra       |
| 17 | Italia (bandiera)                          | Lorenzo Casetti        | 14/09/1993      | Trento           | 190          | 80        | Difensore            | Sinistra       |
| 2  | Italia (bandiera)                          | Francesco Forte        | 18/04/1999      | Asiago           | 177          | 67        | Difensore            | Sinistra       |
| 65 | Canada (bandiera) · Italia (bandiera)      | Alex Gellert           | 15/09/1989      | Milano           | 185          | 82        | Difensore/Ala destra | Destra         |
| 15 | Italia (bandiera)                          | Enrico Miglioranzi (A) | 08/10/1991      | Padova           | 183          | 82        | Difensore            | Sinistra       |
| 37 | Canada (bandiera) · Italia (bandiera)      | Phil Pietroniro        | 27/05/1994      | Prescott         | 185          | 86        | Difensore            | Destra         |
| 28 | Stati Uniti (bandiera)                     | Robbie Bina →          | 04/01/1983      | Grand Forks      | 173          | 82        | Difensore            | Destra         |
| 22 | Italia (bandiera)                          | Daniel Cortese         | 06/03/2001      | Asiago           | 190          | 93        | Difensore            | Sinistra       |
| 7  | Italia (bandiera)                          | Alessandro Scalzeri    | 13/01/2000      | Thiene           | 177          | 71        | Difensore            | Sinistra       |
| 81 | Canada (bandiera) · Italia (bandiera)      | Anthony Bardaro        | 18/09/1992      | Delta            | 178          | 80        | Centro               | Destra         |
| 55 | Italia (bandiera)                          | Federico Benetti (C)   | 08/06/1986      | Asiago           | 170          | 75        | Ala destra           | Destra         |
| 54 | Italia (bandiera)                          | Davide Conci           | 20/03/1996      | Trento           | 180          | 80        | Ala sinistra         | Sinistra       |
| 13 | Italia (bandiera)                          | Davide Dal Sasso       | 13/02/1997      | Asiago           | 180          | 65        | Attaccante           | Sinistra       |
| 77 | Slovacchia (bandiera)                      | Jozef Foltin           | 24/10/1997      | Dolný Kubín      | 185          | 82        | Ala sinistra         | Sinistra       |
| 95 | Italia (bandiera)                          | Marco Magnabosco       | 12/08/1995      | Asiago           | 167          | 70        | Ala destra           | Destra         |
| 12 | Italia (bandiera)                          | Simone Olivero         | 06/04/1995      | Torino           | 185          | 75        | Ala sinistra         | Sinistra       |
| 88 | Italia (bandiera)                          | Fabrizio Pace          | 11/10/1995      | Torino           | 175          | 72        | Attaccante           | Sinistra       |
| 47 | Canada (bandiera) · Stati Uniti (bandiera) | Chad Pietroniro        | 08/07/1996      | Prescott         | 175          | 77        | Centro/Difensore     | Destra         |
| 91 | Canada (bandiera) · Italia (bandiera)      | Marco Rosa             | 15/01/1982      | Scarborough      | 180          | 83        | Centro               | Sinistra       |
| 16 | Italia (bandiera)                          | Michele Stevan         | 11/03/1993      | Asiago           | 181          | 79        | Ala                  | Sinistra       |
| 14 | Italia (bandiera)                          | Matteo Tessari (A)     | 30/07/1989      | Asiago           | 184          | 82        | Centro               | Sinistra       |
| 68 | Italia (bandiera)                          | Michele Marchetti      | 27/09/1994      | Trento           | 185          | 83        | Ala sinistra         | Sinistra       |
| 23 | Stati Uniti (bandiera)                     | Mark Naclerio          | 04/04/1992      | Milford          | 183          | 84        | Centro               | Sinistra       |
| 22 | Slovacchia (bandiera)                      | Marek Vankus           | 27/05/1999      | Dolný Kubín      | 186          | 79        | Centro               | Sinistra       |
| 51 | Italia (bandiera)                          | Edoardo Lievore        | 21/07/1999      | Asiago           | 184          | 81        | Attaccante           | Sinistra       |

→ dall'11/2018
- Capo allenatore: Tom Barrasso fino al 09/10/2018; Scott Beattie dal 12/10/2018 al 29/10/2018; Ron Ivany dal 06/11/2018